# Archibald Seymour, XIII duca di Somerset
Archibald Algernon Seymour (Londra, 30 dicembre 1810 – Westminster, 28 ottobre 1891) è stato un nobile britannico.

## Biografia
Era figlio di Edward Seymour, XI duca di Somerset e di Lady Charlotte Douglas-Hamilton.
Da giovane servì come capitano delle Royal Horse Guards. Spese la maggior parte della sua vita a Burton Hall, amministrando la proprietà. Nel 1844 divenne High Sheriff del Leicestershire.
Nel 1885 alla morte del fratello maggiore Edward, divenne duca di Somerset.
Morì a sua volta nel 1891 celibe e senza eredi lasciando il titolo ducale al fratello minore Algernon.